# دراسات إعلامية حديثة
الدراسات الإعلامية الحديثة عبارة عن نظام أكاديمي حديث إلى حد كبير يستكشف العلاقات بين أجهزة الكمبيوتر والإنسانيات والفنون الأدائية والبصرية. وتصف جانيت موراي، وهي باحثة بارزة في هذا النظام، هذا التقاطع على أنه "وسيطة مفردة وجديدة للتعبير، وهي وسيطة رقمية، تم تشكيلها من خلال التفاعل المتداخل بين الاختراعات الفنية والتعبيرات الثقافية في نهاية القرن العشرين..."
وفي إطار الدراسات الإعلامية الحديثة، يتعرف الطلاب على أفكار ورؤى تتعلق بالإعلام وتضم نظريات وبرامج ومعلمي وتقنيي الاتصال. ومن بين أعمال أخرى، فإن أعمال مارشال ماكلوهان ينظر إليها على أنها من بين أحجار الزاوية لدراسة النظرية الإعلامية. ويجذب شعار ماكلوهان"الوسيلة هي الرسالة" (الذي عرضه في كتابه الصادر في عام 1964، Understanding Media: The Extensions of Man)،  الانتباه إلى التأثير الجوهري لوسائل الاتصالات.
ويمكن أن يشتمل البرنامج في الدراسات الإعلامية الجديدة على الدروس والفصول التعليمية والموضوعات في مجالات الاتصالات والصحافة وعلوم الحاسب والبرمجة وتصميم الجرافيك وتصميم الويب والتفاعل الإنساني الحاسوبي ونظرية الإعلام والإنجليزية، وغير ذلك من المجالات ذات الصلة.